# Юстиция (богиня)
Юсти́ция (лат. Iustitia; Justitia Augusta) — в древнеримской мифологии богиня правосудия, соответствующая богине Феми́де в древнегреческой мифологии. Являлась аллегорическим олицетворением моральных сил в юридической системе.
В качестве атрибутов имела весы и меч в руках, тогда как у богини справедливости Эквитас (лат. Aequitas) были весы и рог изобилия.
Её культ существовал в Риме со времён Тиберия, посвятившего ей статую в Риме. Судя по одной надписи, Юстиция имела особого жреца.
Начиная со средневековья, стала изображаться с повязкой на глазах и, иногда, обнажённой грудью.

## Атрибуты
Атрибутами богини правосудия Юстиции являются весы, меч и повязка на глазах.
- Весы — древний символ меры и справедливости. На весах правосудия взвешиваются добро и зло, вина и невиновность. Строгость и справедливость правосудия предполагают и точное взвешивание деяний; чаши весов символизируют две стороны конфликта

- Меч — символ духовной силы и воздаяния. В руках богини он символ возмездия. Меч держится остриём вниз, что указывает на не только готовность его применения, но и стремление к мирному решению конфликта.

- Повязка на глазах — символ беспристрастности. Правосудие не видит различия между людьми, оно слепо в том смысле, что воздаёт лишь по праву.